# Carano
Carano település Olaszországban, Trento megyében. Lakosainak száma 1090 fő (2018. január 1.). Carano Castello–Molina di Fiemme, Cavalese, Daiano, Aldino, Anterivo és Trodena községekkel határos.

## Népesség
A település népességének változása:

| 2017 | 1 101 |
| 2018 | 1 090 |